# David Morf
David Morf (Zürich, 1700 - Zürich, 1773.  augusztus 15.)  zürichi építőmester, a  rokokó stílus zürichi meghonosítója.

## Életpályája
Johann Caspar Morf rézműves és felesége, Elisabeth Zuber gyermekeként született. Kőművestanulmányait későbbi apósánál, David Schneidernél kezdte el 1714-ben. 1723-ban vette feleségül Anna Schneidert. 1724-ben szabadult fel mint mester. 1753 után különböző tisztségeket töltött be a zürichi városi tanácsban. Ő vezette be Zürichben a francia és osztrák építészet hatására a rokokó stílusú építészetet Zürichben. A 18. században a legsokoldalúbb és legtöbbet foglalkoztatott építész volt a városban.

## Művei
- Zunfthaus zur Schuhmachern (1751)
- Zunfthaus zur Meise (1757)
- Haus zur Krone palota (1766 és 1770 között)[3]
- Színház a Neumarkton (1762)